# رصدخانه الغ‌بیگ

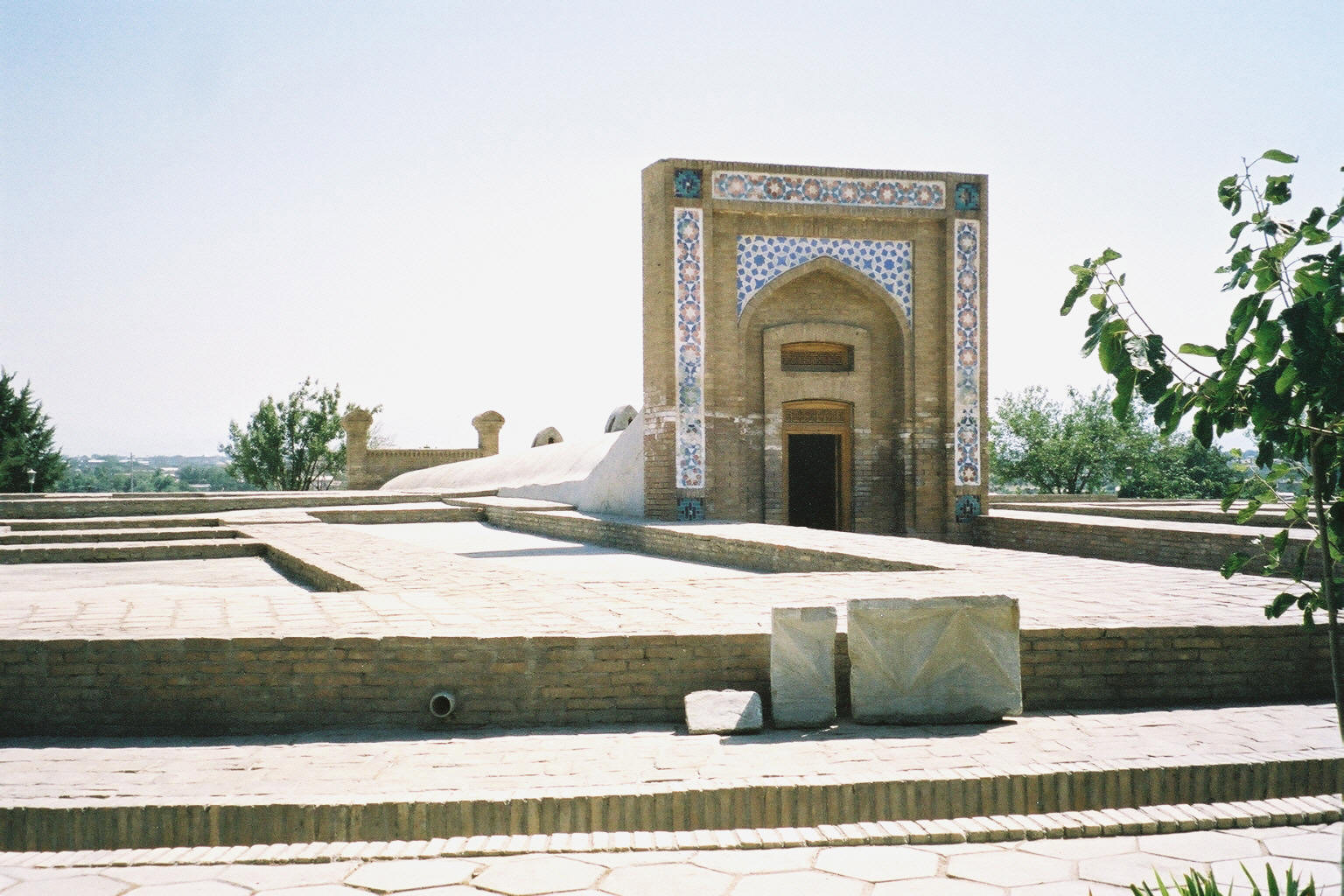
رصدخانه الغ‌بیگ در سمرقند

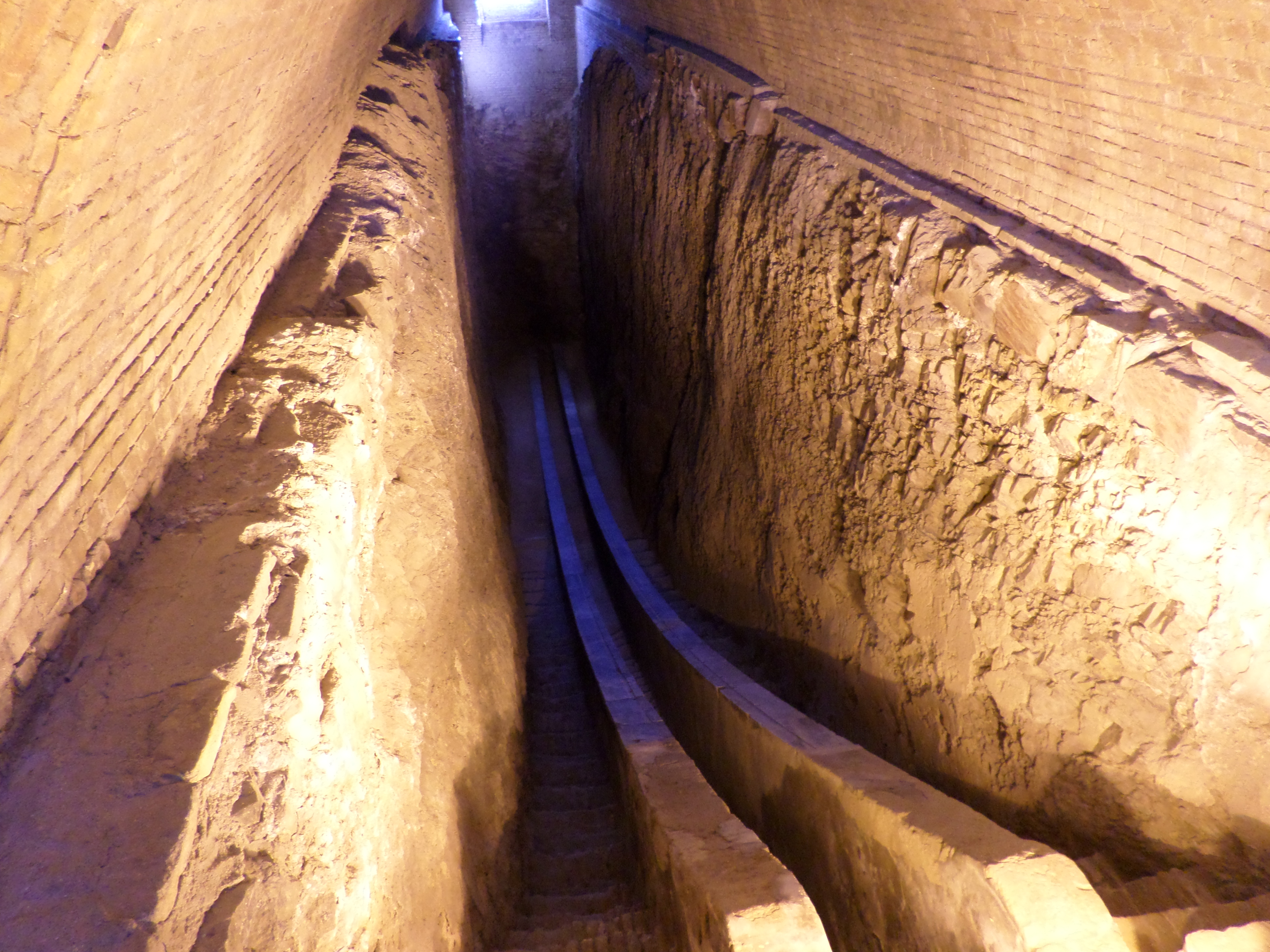
رصدخانه الغ‌بیگ در سمرقند در زمان اُلُغ‌بیگ دیوارهای مجاور با سنگ مرمر صیقلی شده سنگ‌فرش شده بودند

تمبر یادبود الغ‌بیگ و رصدخانه وی- انتشار در سال ۱۹۸۳ - ترکیه

رصدخانهٔ اُلُغ‌بیگ در سمرقند توسط الغ‌بیگ امیر تیموری ساخته شد. این رصد خانه بنا به عقیده بسیاری از کارشناسان یکی از بهترین رصدخانه‌های جهان اسلام و بزرگترین آن‌ها در آسیای میانه بوده‌است. بزرگترین ستاره‌شناسان آن عهد از جمله قاضی‌زاده رومی، غیاث‌الدین جمشید کاشانی و علی قوشچی در این رصدخانه به تحقیق پرداخته‌اند.

## تاریخچه

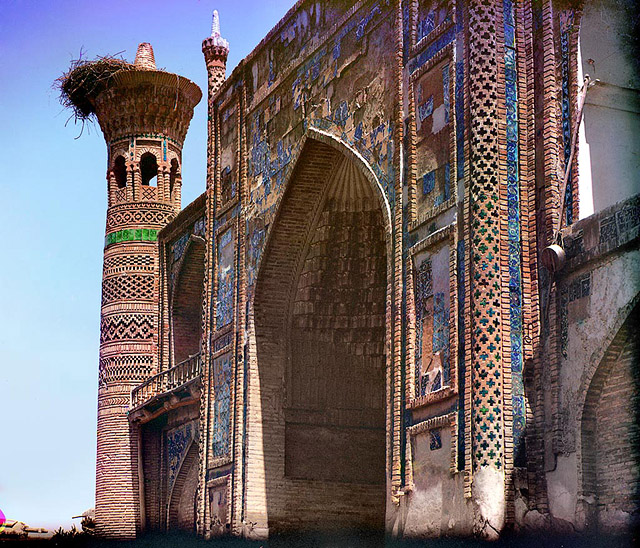
تصویر ورودی دانشگاه الغ‌بیگ

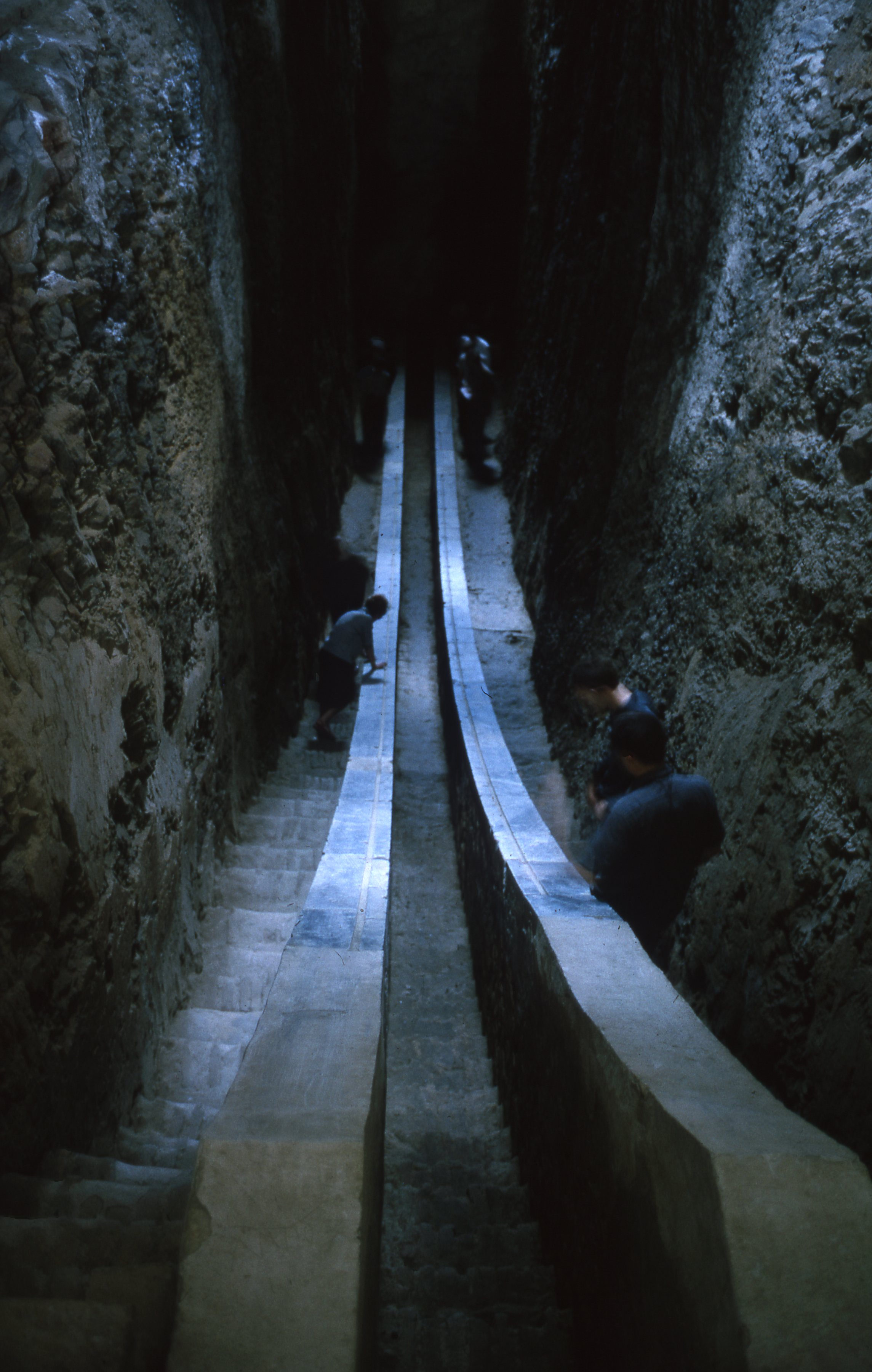
داخل قوس رصدخانه الغ‌بیگ

الغ‌بیگ ستاره‌شناس بزرگ دانشگاهی در سال ۱۴۲۰ میلادی در سمرقند به اسم مدرسه الغ‌بیگ ایجاد نمود. این نهاد به یک مرکز بزرگ علمی تبدیل شد. الغ بیگ تنها از دانشمندان مشهور زمان و کسانی که خود در سطح اعلای علمی آن‌ها اطلاع داشت برای تحقیق در این مدرسه دعوت کرد. در زمان رونق، ۶۰ تا ۷۰ محقق در این مدرسه مشغول تدریس بودند. ساختمان رصدخانه پس از پنج سال در سال ۱۴۲۴ تکمیل شد. الغ بیگ دستیارش علی قوشچی را مسئول رصدخانه نمود. قوشچی تا کشته شدن الغ بیک مسئول این رصدخانه بود. از محققین دیگر این مرکز، غیاث‌الدین جمشید کاشانی و قاضیزاده رومی بود که مسئول دانشگاه و رصدخانه بعد از علی قوشچی شد.
رصد خانه از اواسط قرن پانزدهم رو به ویرانی نهاد و در حفاری‌ها بخشی از پی‌ها و بخش مدفون شدهٔ زاویه یاب را کشف شد.
رصدخانه در سال ۱۴۴۹ توسط متعصبین مذهبی تخریب گشت و در سال ۱۹۰۸ بود که توسط یک باستان‌شناس روسی ویاتکین از طریق وقف‌نامه‌ای که محل دقیق رصدخانه را ذکر نموده بود کشف شد.
در حین کاوشهای باستانشناسی ویاتکین یکی از وسایل نجومی رصدخانه را پیدا کرد، که قوسی برای معین نمودن ظهر است.

## ابزارهای نجومی رصدخانۀ الغ بیگ
این رصدخانه بزرگ‌ترین رصدخانۀ دورۀ اسلامی بود و کامل‌ترین برنامۀ رصدی این دوران در این رصدخانه اجرا شد. ابزار اصلی رصدخانه، سدسی بزرگ (کمانی از دایره‌ای به شعاع ۴۰ متر) کنده‌شده در دل کوه بود که رصدگری کارآزموده می‌توانست با آن، زوایا را با دقتی بین ۲ تا ۵ ثانیۀ کمانی اندازه بگیرد. قسمتی از این سدس، که کاشانی آن را همچون سدس ساختۀ خجندی، «سدس فخری» نامیده، و امروزه بر جای مانده، تنها ابزار رصدی باقی‌مانده از رصدخانه‌های دوران اسلامی است. در رصدخانۀ سمرقند، با الگوبرداری از رصدخانۀ مراغه، محلی برای کتابخانه و آموزش نیز در نظر گرفته شده بود. هرچند، تعداد و تنوع ابزارهای نجومی در سمرقند کمتر بود، اما رصدهای دقیق‌تری با این ابزارها انجام شد.

## نتایج رصدخانۀ الغ بیگ
نتایج علمی این رصدخانه در کتابی با عنوان زیج الغ‌بیگ منتشر شد. به نظر می‌رسد در بین رصدهای دورۀ اسلامی، تنها گروهی که مختصات ستارگان ثابت را (به‌جز برخی ستارگان جنوبی‌ غیر قابل رصد در سمرقند) به‌صورت مستقیم رصد کرده‌اند، اخترشناسان رصدخانۀ سمرقند بودند. اما برای ستارگانی که قابل رؤیت نبودند، مقدار تقدیم اعتدالین را ۱ درجه در ۷۰ سال در نظر گرفتند و به طول دایرةالبروجی جدولهای ستاره‌ای بطلمیوس افزودند. در مورد سایر بخشها، مانند میل دایرةالبروج، پارامترهای مداری ماه، خورشید و سیارات نیز نتایج رصدهای جدید خود را در جدولهای زیج اعمال کردند. همچنین دقت بالای زیج چه در پارامترهای رصدی، و چه پارامترهای ریاضی و محاسبات، باعث شد که زیج الغ بیگ به‌عنوان زیج اصلی مورد استفادۀ تمام اخترشناسان پس از آن قرار بگیرد، تاجایی‌که هر زیج جدیدی با توجه به پارامترهای زیج الغ بیگ تألیف شد 

## معماری رصد خانهٔ الغ بیگ
این بنا به صورت مدور دو طبقه‌ای به قطر ۴۸ متری است که محورهای میانی آن دقیقاً با چهار جهت اصلی جغرافیایی روی نصف النهار سمرقند تطبیق می‌کند. تالارها ی کار در طبقه همکف و زاویه یاب فخری برای رصد خورشید و ماه روی محور شمال-جنوب قرار دارد. نیمی از ساختار کمانی زاویه یاب در حفره‌ای در زیر زمین و نیم دیگر روی زمین و رو به جنوب قرار داشته. صفحهٔ خورشیدی (اعتدال) روی محور شرقی غربی ساخته شده بود که زاویه یاب حکم عقربه آن را داشته. در هر دو طبقه اسطرلاب‌های عظیمی وجود داشته که برای رصد ستارگان و سیارات استفاده می‌شده و به این منظور درجه‌بندی‌های ۳ درجه به ۳ درجه روی شعاع‌ها و محیط دایرهٔ کف که ابزارها و نشانه‌ها روی آن قرار می‌گرفته وجود داشته‌است. این درجه‌بندی روی دیوار داخلی استوانه‌ای که از توالی دو طبقه پنجره‌های طاق دار تشکیل شده بوده نیز وجود دارد.
تمامی مجموعه از آجر پخته ساخته شده بوده و با نقشهای هندسی از آجر و لعاب و معرق‌های کاشی تزیین شده بوده‌است. به گفته عبدالرزاق سمرقندی احتمالاً باید سطح دیوارهای زاویه یاب و صفحه خورشیدی با طرح‌هایی از نه آسمان هفت سیاره و تعیین درجه دقیقه ثانیه و دهم ثانیه ستارگان ثابت و کرهٔ خاکی با هفت اقلیم کوهستان‌ها و دریاها و صحراهایش پوشیده شده بوده‌است.